# Pierre Arnoux
Pour les articles homonymes, voir Arnoux.
Cet article possède un paronyme, voir Pierre Ardoue.
Pierre Arnoux, né le 3 mars 1822 à Nice (alors province de Nice du royaume de Sardaigne) et mort le 3 mars 1882 en Éthiopie, est un négociant et explorateur français.

## Biographie

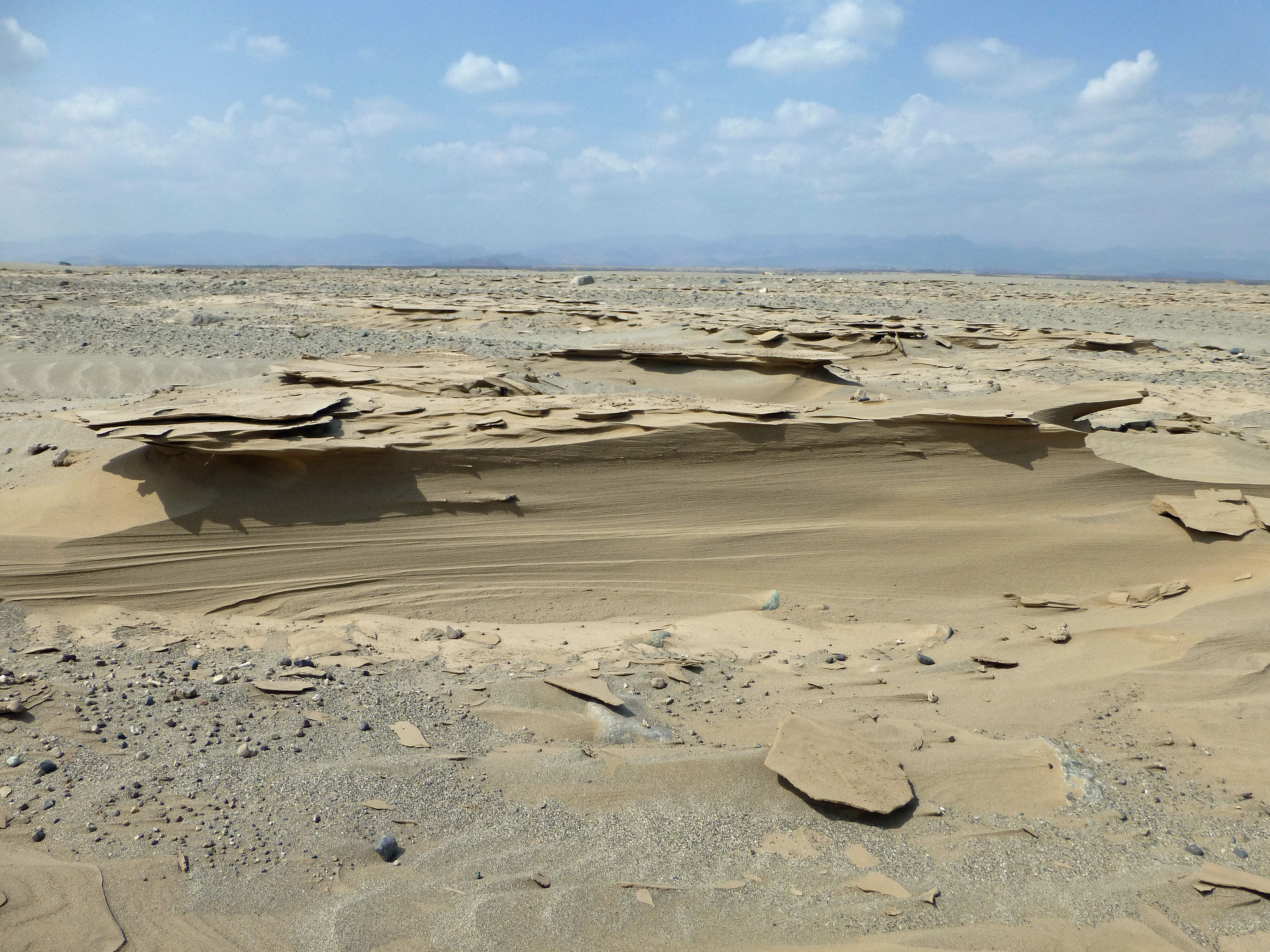
Le désert du Danakil (2014)

Il vit plusieurs années en Algérie où il étudie l'islam. Installé à Alexandrie, il fonde un comptoir à Massaouah en novembre 1872 et obtient de Ménélik une ouverture plus large de son pays aux Européens. Avec quatre compagnons, il part de Zeïla au sud du golfe de Djibouti en mai 1874 et s'introduit dans le désert du Danakil. 
Deux de ses camarades sont assassinés par les Adal (aujourd'hui Afars) vers le campement d'Agahé Dabbah mais il parvient à atteindre Fareh dans le Choa et Fitche où il devient l'ami et le conseiller de Ménélik (1875). 
Il élabore alors un ambitieux programmes de réformes avec le négus, visant à abolir l'esclavage, à introduire un système métrique, à développer l'armement, la médecine et l'économie par de grands travaux. Ménélik lui offre une concession de 100 000 hectares pour fonder une colonie agricole et il propose à celui-ci l'alliance de la France contre l’Égypte, alors britannique. 
Quittant le Choa en mars 1876, il traverse un affluent de l'Awash, le Kassem, et s'installe à Daro-Mikael (aujourd'hui Akaki (Oromia)) pour y fonder la colonie française. Il réunit à Fareh une caravane de cent soixante-cinq chameaux pour transporter de nombreuses denrées éthiopiennes et rejoint Zeïla le 21 août 1876 où il est arrêté par les Égyptiens qui saisissent la caravane. 
Arnoux retourne à Obock en 1881 avec sa fille et plusieurs Français pour y fonder un nouveau comptoir commercial, mais il est assassiné par deux Danakil (aujourd'hui Afars) le 3 mars 1882, jour de son anniversaire.